# Atyria josephi
Atyria josephi là một loài bướm đêm trong họ Geometridae.